# Relais 4 × 100 mètres féminin aux championnats du monde d'athlétisme 2001
Navigation
Séville 1999 Paris 2003
L'épreuve du relais 4 × 100 mètres féminin des championnats du monde d'athlétisme 2001 s'est déroulée le 11 août 2001 au stade du Commonwealth d'Edmonton, au Canada. Elle est remportée par l'équipe d'Allemagne (Melanie Paschke, Gabi Rockmeier, Birgit Rockmeier et Marion Wagner). L'équipe des États-Unis, vainqueur de l'épreuve, est disqualifiée rétroactivement à la suite de la mise en cause de Kelli White dans l'affaire Balco.

## Résultats

### Finale
| Rang               | Pays        | Athlètes                                                         | Temps   | Notes |
| ------------------ | ----------- | ---------------------------------------------------------------- | ------- | ----- |
| Médaille d'or      | Allemagne   | Melanie Paschke Gabi Rockmeier Birgit Rockmeier Marion Wagner    | 42 s 32 | SB    |
| Médaille d'argent  | France      | Sylviane Félix Frédérique Bangué Muriel Hurtis Odiah Sidibé      | 42 s 39 | SB    |
| Médaille de bronze | Jamaïque    | Juliet Campbell Merlene Frazer Beverly McDonald Astia Walker     | 42 s 40 | SB    |
| 4                  | Nigeria     | Chioma Ajunwa Endurance Ojokolo Mercy Nku Mary Onyali-Omagbemi   | 42 s 52 |       |
| 5                  | Royaume-Uni | Marcia Richardson Sarah Wilhelmy Vernicha James Abiodun Oyepitan | 42 s 60 | SB    |
| 6                  | Grèce       | Yeoryía Koklóni Effrosíni Patsoú Ólga Kaidantzí Ekateríni Thánou | 43 s 25 | SB    |
| 7                  | Russie      | Natalya Ignatova Irina Khabarova Marina Kislova Larisa Kruglova  | 43 s 58 |       |
| 8                  | États-Unis  | Kelli White Chryste Gaines Inger Miller Marion Jones             | DQ      |       |

## Légende
Records et Performances
- AR : Record continental (area record)
- CR : Record des championnats (championship record)
- MR : Record du meeting (meet record)
- NR : Record national (national record)
- OR : Record olympique (olympic record)
- PR : Record paralympique (paralympic record)
- PB : Record personnel (personal best)
- SB : Meilleure performance personnelle de la saison (season's best)
- WL : Meilleure performance mondiale de l'année (world leader)
- WJR : Record du monde junior (world junior record)
- WR : Record du monde (world record)

Circonstances et Conditions
- DNF : N'a pas terminé (did not finish)
- DNS : N'a pas pris le départ (did not start)
- DQ : Disqualification (disqualification)
- NM : Aucun essai valable enregistré (No Mark)
- Q : Qualifié « directement » au prochain tour (ou à la prochaine compétition), lors d'une compétition majeure, grâce au classement ou à la réalisation des minima (automatic qualifier)
- q : Qualifié au prochain tour (ou à la prochaine compétition), lors d'une compétition majeure, grâce au repêchage ou à la réalisation de l'une des meilleures performances parmi celles des « non qualifiés directement » (grâce au meilleur temps ou à la meilleure distance par exemple) (secondary qualifier)